# Gerhard Kettner

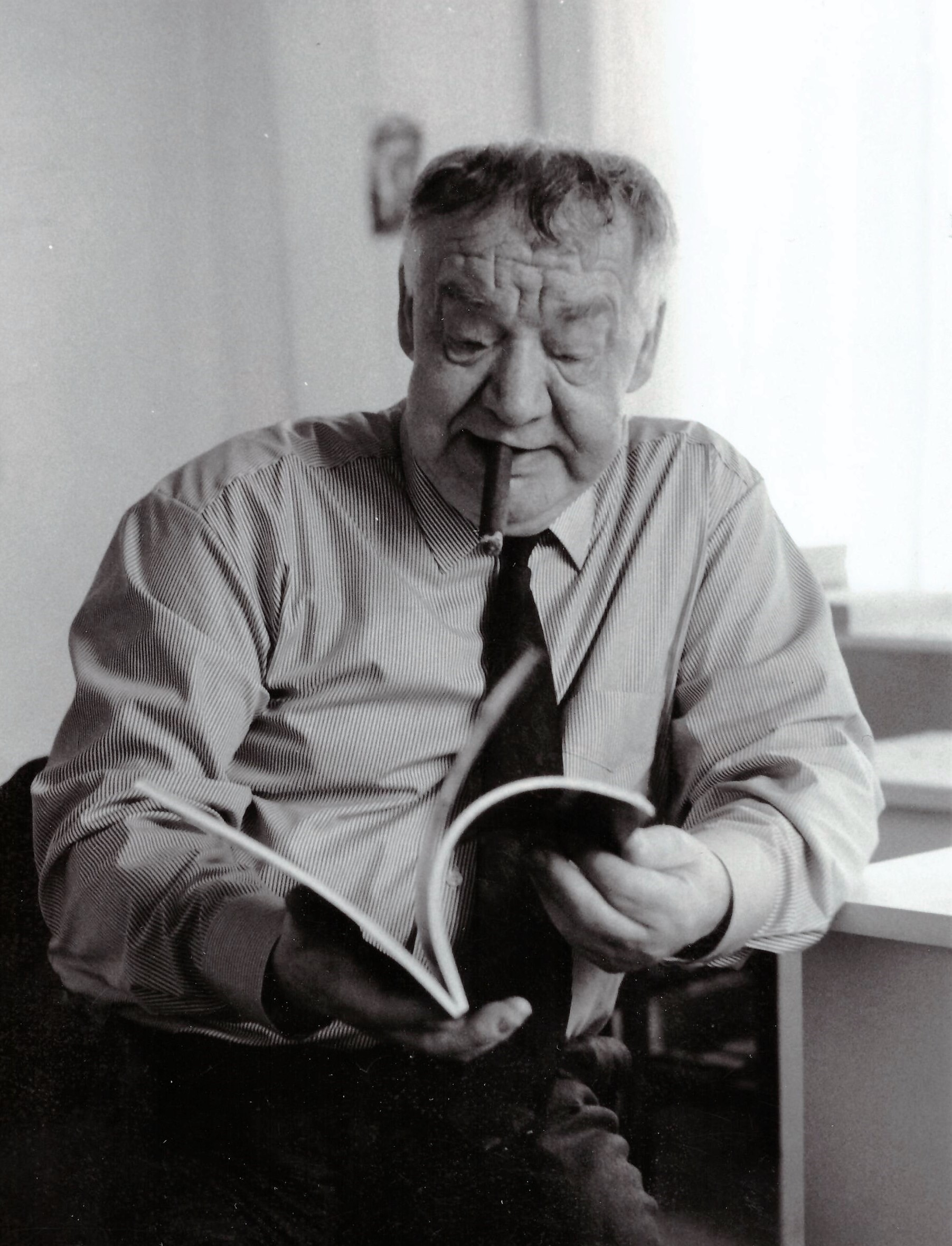
Gerhard Kettner – 1990

Gerhard Kettner (* 10. August 1928 in Mumsdorf; † 14. Juni 1993 in Dresden) war ein deutscher Zeichner und Graphiker. Er war Professor und Rektor der Hochschule für Bildende Künste Dresden.

## Leben und Wirken
Kettner war das jüngste von vier Kindern einer Bergarbeiterfamilie. Ursprünglich war der Vater Schlosser und die Mutter eine gelernte Schneiderin. Kettner begann 1943/1944 eine Lehre als Lithograf in der Spielkartenfabrik Altenburg. Mit 16 Jahren wurde er zu den Gebirgsjägern der Wehrmacht eingezogen und im Krieg nahe Udine bei einem Tieffliegerangriff verwundet. Noch 1944 geriet er während seines Lazarettaufenthaltes in Österreich in britische Kriegsgefangenschaft. Dort sah er erstmals Arbeiten von Käthe Kollwitz. Von den Engländern an die Amerikaner übergeben, war er zuletzt in Frankfurt am Main und in Heilbronn interniert. 1947 erfolgte seine Freilassung.
In Pößneck beendete er 1948 die unterbrochene Lithografenlehre. Anschließend besuchte Kettner die Lindenau-Museumsschule bei Heinrich Burkhardt. Von 1949 bis 1951 studierte er an der Hochschule für Baukunst und bildende Künste Weimar, bei Otto Herbig, Hans van Breek, Martin Domke und Hermann Kirchberger. Ab 1951 bis einschließlich 1953 setzte er das Studium an der Hochschule für Bildende Künste Dresden (HfBK Dresden) bei Hans Grundig fort. 1953 erhielt er das Grafik-Diplom bei Max Schwimmer. Anschließend war er bis 1955 Assistent bei Hans Theo Richter. In der Zeit von 1956 bis 1961 absolvierte Kettner eine Aspirantur für Grafik bei Max Schwimmer und war Assistent der Abteilung Kunsterziehung an der HfBK Dresden.
Das Kupferstich-Kabinett der Staatlichen Kunstsammlungen Dresden nahm 1959 einige Arbeiten Kettners in seine Sammlung auf. Im darauffolgenden Jahr hatte er (zusammen mit dem Bildhauer Hans Steger) im Stadt- und Bergbaumuseum Freiberg seine erste wichtige Ausstellung. Zahlreiche Ausstellungen, oft gemeinsam mit dem Bildhauer Werner Stötzer, folgten.
Von 1961 bis 1965 wirkte Kettner als Dozent in der Abteilung Kunsterziehung. Sein Lehrauftrag bestand in der Durchführung des Abendakts für die Kunststudenten; Autodidakten waren zugelassen. In diesen Jahren förderte er künstlerisch den jungen Ralf Winkler (der spätere Dissident A.R. Penck) und bürgte 1965 für seine Aufnahme in den Künstlerverband der DDR, jedoch ohne Erfolg.
1965 wechselte Kettner in die Abteilung Grundstudium Malerei/Grafik. Diese Dozentur behielt er bis 1968, danach wurde er Leiter des Lehrbereiches Komplexes Grundlagenstudium der Abteilung Malerei/Grafik. 1969 berief ihn die HfBK Dresden zum Professor für Grafik und 1979 zum Leiter einer Fachklasse für Grafik/Malerei. Darüber hinaus bekleidete er von 1970 bis 1974 sowie von 1979 bis 1981 den Posten des Rektors der HfBK.
1988 setzte er sich für eine Joseph-Beuys-Ausstellung im Ostberliner Marstall ein und gestaltete sie maßgeblich mit. Im selben Jahr übernahm er eine dreimonatige Gastprofessur an der Akademie der Bildenden Künste Wien.

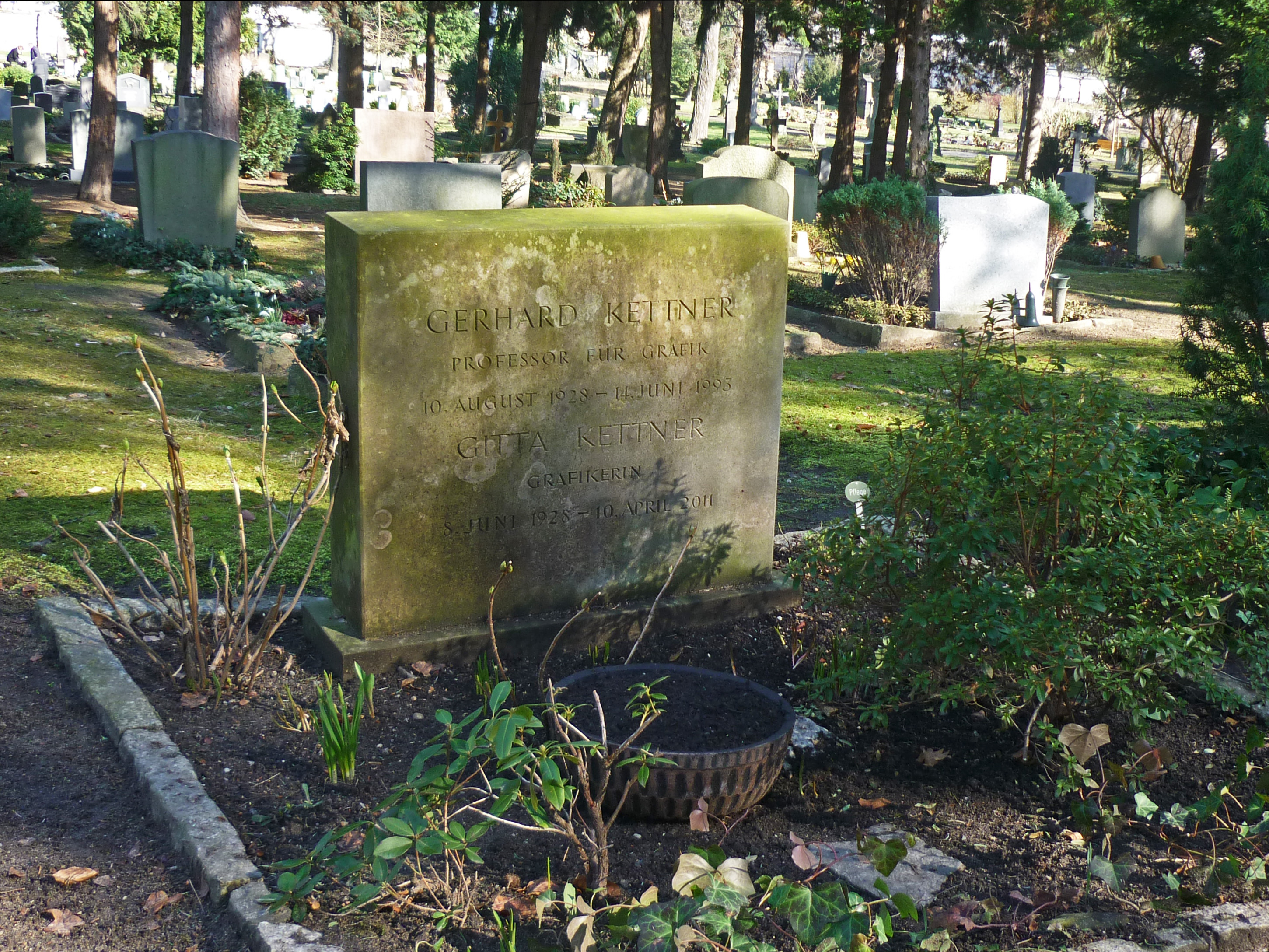
Grab von Gerhard und Gitta Kettner auf dem Trinitatisfriedhof in Dresden

Das Sächsische Staatsministerium für Wissenschaft und Kunst berief ihn 1992 erneut an die Hochschule für Bildende Künste Dresden, doch schied er zum Jahresende aus gesundheitlichen Gründen per Aufhebungsvertrag aus.
Kettner, seit 1953 Kandidat und seit 1956 Mitglied im Verband Bildender Künstler der DDR, war von 1973 bis 1977 dessen Vizepräsident und von 1977 bis 1989 Mitglied des Präsidiums. 1978 wählte man ihn zum Ordentlichen Mitglied der Akademie der Künste der DDR. 1993 wurde er Mitglied der gesamtdeutschen Akademie der Künste.
Lange bevor Kettner 1970 in die SED eintrat, war er Mitglied des FDGB, des Kulturbundes und der Gesellschaft für Deutsch-Sowjetische Freundschaft (DSF) geworden. Mirjam Schaub untersucht in ihrem Aufsatz Der Zeichner Gerhard Kettner, die Hochschule für Bildende Künste Dresden und die Staatssicherheit Kettners Verbindung mit der Staatssicherheit. Dokumente und Zeitzeugeninterviews weisen den Hochschuldirektor zwar als IM aus, geben aber keine Hinweise auf Tätigkeiten zum Nachteil Dritter. Auch seine offizielle Stellungnahme zur Biermann-Ausbürgerung wich von der Scharfzüngigkeit anderer Unterzeichner ab.
Kettner arbeitete 1967 an einer Monografie im Bärenreiter-Verlag über Hans Theo Richter mit. Zudem schrieb er Texte über Dresdner Künstler und veranstaltete hochschulinterne Ausstellungen.
Gerhard Kettner war mit der Illustratorin Gitta Kettner, geborene Fröhlich, verheiratet und hatte zwei Kinder. Seine Tochter, die Restauratorin Marlies Giebe, ist mit dem Maler und Grafiker Hubertus Giebe verheiratet.

## Stil und Rezeption

### Techniken, Lehrmeister und Vorbilder
Gerhard Kettner fertigte Bleistift-, Kreide-, Feder- und Tuschezeichnungen, Kugelschreiberskizzen und Tintenstudien an. 1953 begann er mit Druckgrafiken und ab 1962 widmete er sich auch Federlithografien.
Die Kunsthistorikerin Anke Fröhlich-Schauseil führte in einem Katalogtext aus: „Gerhard Kettner zeichnete in allen Lebenslagen. Von Ideenskizzen über Detailstudien von Köpfen, Händen, Füßen und Körperstellungen, von Gruppenkompositionen bis hin zu großen Figurenmengen sowie Menschen bei der Arbeit, Interieurs und Landschaften sind alle Themengattungen vertreten. Er liebte gute Papiersorten, verwendete zumeist Bleistift bzw. Feder und Tusche, nicht selten einen Füllfederhalter und seit den siebziger Jahren auch häufig einen schwarzen oder blauen Kugelschreiber.“
Werner Schade, Direktor des Berliner Kupferstichkabinetts, schrieb 1977 über die Beeinflussung durch seine Lehrer: „Kettners Werk scheint für Periodisierungen, wie sie im allgemeinen üblich sind, kein günstiger Gegenstand. Wohl sind die tastenden Versuche des Anfängers aus der Zeit der Schule unter Heinrich Burckhardt zu unterscheiden von der großzügigen Lehre an der Weimarer Hochschule bei Martin Domke, Otto Herbig und Hans van Breek und diese wiederum von der Dresdener Lehre bei Hans Grundig und Max Schwimmer. Unter so vielen Anregungen in Dresden war die Auseinandersetzung mit dem Werk Hans Theo Richters die nachhaltigste. In ihr gewann der Künstler die strengsten Einsichten in eigene schöpferische Möglichkeiten. Dem Meister folgend, fand er den Weg zu seiner eigenen Begabung zurück, die die Werke der ersten Thüringer Jahre schon unverkennbar zeigen.“
Der Kunsthistoriker Wolfgang Hütt erkannte 1965 eine Verbundenheit mit den „Meistern der Schwarzweißkunst“ von der Frührenaissance bis in das 20. Jahrhundert. Er führte aus: „Seine Zeichnungen sind Ergebnisse eines Ringens mit optischen Eindrücken, die er aus dem Wirklichen empfängt, sind ihre Verwandlung zu den optischen Möglichkeiten, die im Material und der Technik des Grafikers liegen. In Gerhard Kettners Werk setzt sich eine bewußt ergriffene Tradition fort, die der Künstler aus einem reichen kunstgeschichtlichen Wissen nährt und einem Ausdruck unterwirft, der sehr persönlich, doch zugleich von einer Transparenz ist, durch die die wirkende Kraft dessen scheint, was der Zeichner an Vorbildlichem erkannte und aufhob.“

### Rezeption in der DDR
Den Kunsthistorikern und Zeitungsrezensenten der DDR stach besonders die eigenwillige Strichführung ins Auge. Feine Striche und heftige Schwünge, bisweilen harte Dunkelungen, die „durch Schaben und Kratzen zurückgenommen“ wurden, erzeugen – so empfanden sie es – ein Geflecht, aber auch Mulden und regelrechte Reliefs, die wiederum der Zeichnung „Plastizität und Volumen“ verleihen würden. Liebau sprach von „gefühlten Formen“. Die Kunstkritikerin Ingeborg Ruthe drückte es folgendermaßen aus: „Kettners Liniensprache ist mal fein, vibrierend und sensibel, ein andermal heftig. Da verletzt er mit dem Stift fast den Papiergrund. Mitunter haben seine gezeichneten Köpfe das Volumen von Reliefplastiken, so sehr wuchtet Kettner sie aus dem hart oder weich wirkenden Papierweiß heraus.“
Werner Schmidt, Direktor des Kupferstichkabinetts Dresden, meinte zu den Menschen-Darstellungen aus Kettners alltäglicher Umgebung, der Künstler „könne darauf vertrauen, daß seine Zeichnungen durch Form über den Anlaß hinaus auf Wesentliches“ deute. Sie würden „im Ablauf des Lebens Momente des Besinnens, der Betroffenheit und Hoffnung“ erfassen.
Kettner spiegelte das Leben wider. Dabei verwies das Äußere zugleich auch auf ein Inneres. Um dies zu verdeutlichen, führte der Kunsthistoriker Hans Liebau das Bildnis vom in der Stube vor dem Sofa stehenden Kind an, das staunend ein Bild an der Wand betrachtet. Der Kunsthistoriker und -kritiker Lothar Lang meinte, Kettner hole Verborgenes aus den Porträtierten hervor, mache „Tiefinneres“ sichtbar, „adele“ sie gewissermaßen durch seine Kunst. Selbst bei Figurengruppen gehe es nicht um Interaktion, vielmehr strahlten die Dargestellten „kontemplatives Insichruhen“ aus.
Sein Berufskollege Dietmar Eisold empfand auf den ersten Blick „Schlichtheit und Stille“, sodann aber – ähnlich Hütt – „Dramatik und Dynamik“. In den Lithografie-Blättern oder -Zyklen Zur Geschichte der Arbeiterbewegung (1956), Jugend (1958), Zuhörende (1965, 1972), Frauen vom Lande (1966) und Generationen (1972) erkannte Schade in den Dargestellten das „Dunkle“ ihrer Vergangenheit ebenso wie ihre aus der Verbindung von Kraft und Zweifel gezogene Stärke. „Diese Menschen bilden trotz Nachgiebigkeit einen dichten Stoff, besitzen trotz innerer Verwundung zusammen etwas Unüberwindliches. Verschattete, irgendwie nicht kenntliche Gesichter, tätige, oft verklammerte Hände, sinnende, schwer aufgestützte Köpfe sind wiederkehrende Motive, die ein Grundanliegen des Künstlers ausdrücken.“ In der 1970 erschienenen Aufsatzsammlung Weggefährten. 25 Künstler der Deutschen Demokratischen Republik charakterisierte Schade die Zeichnungen als „Versuche strenger Rechenschaft über Menschen“.
Eisold, wie auch Berliner Zeitung-Rezensent Helmut Netzker betonten, dass Kettner in die Tradition bester realistischer Zeichenkunst einzureihen sei. „Wenn man einigen seiner Gestalten wiederholt begegnet“, schrieb Netzker, „dann stets in anknüpfenden, sehr oft inhaltlich tiefer lotenden, niemals jedoch schon Gesagtes nur wiederholenden Bildlösungen“. Oberflächlichkeiten seien nicht auszumachen, der Routine habe er sich nicht hingegeben. Liebau meinte, Kettners „schöpferische, sinnlich-emotionale Haltung“ habe ihn davor bewahrt, „daß in seine Arbeiten Gekünsteltes, Routiniertes, Intellektualistisches eindringen konnte“. Er resümiert: „Wer Gerhard Kettners zeichnerisches und graphisches Werk überblickt, erfährt Ermutigung, denn es bietet anstelle des Ausgeklügelten das Einfache, anstelle des Modischen das Dauerhafte, anstelle der Manier die Entdeckung im Kunstwerk.“ Ähnlich drückte es Lang aus: „Es gibt keine hektischen Sprünge, keine modischen Ambitionen, keinen Stilpluralismus – sondern ein mähliches Wachsen, wie in der Natur, nur beständiger.“
Stiltreue bedeutete jedoch nicht, dass den Motiven ein bewährtes Stilschema übergestülpt wurde. Vielmehr suchte Kettner „nach der Form, die der Charakter des Gegenstands zwingend fordert“. Dieser Selbstanspruch markiere „genau den Unterschied zwischen Kunst und bloßer Artistik“, schrieb Eisold. Der Motivbereich sei zwar klein, meinte Jürgen Karthaus 1989 im Sächsischen Tageblatt, „das Werk jedoch keineswegs einseitig“. Für Netzker war Kettners Gesamtwerk 1977 „bemerkenswert geschlossen und eigenständig.“

### Rezeption in der BRD
1989 bestätigte der Schriftsteller Dieter Hoffmann alias Anton Thormüller in der Frankfurter Allgemeinen Zeitung Netzkers über 20 Jahre zuvor getroffene Feststellung von der Eigenständigkeit, Werkgeschlossenheit und Variabilität: „Das Werk ist gleichmäßig, aber nicht gleichförmig; still, aber nicht eintönig.“
Der Schwerpunkt der Rezeption in der BRD lag in den 1980er Jahren. Sie unterschied sich kaum von der DDR-Rezeption. Die Kunstkritikerin Camilla Blechen beispielsweise sah in Kettners Personendarstellungen deren Lebensgeschichte unterschwellig mitlaufen: zurückliegende Enttäuschungen und erlittenes Leid. Doch bei eingehender Betrachtung auch ein „Aufscheinen kleiner Zufriedenheiten“. Ihre Bewertung fiel anerkennend aus: „Der bemerkenswerte Takt, mit dem Gerhard Kettner auf offenliegende oder verschwiegene Leiden reagiert, verleiht seinem Werk eine Würde, die im Spektrum der zeitgenössischen Kunst keine Entsprechung hat.“ Wenige Jahre später bezeichnete sie ihn als „Meister des zeitgenössischen Psychogramms“. Wolfgang Holler, Direktor des Kupferstichkabinetts Dresden, sprach 2003 zu einer Ausstellungseröffnung: „Wie sich sein künstlerisches Sensorium ein Instrument geschaffen hat, das porträtierte Gegenüber zu belauschen, abzutasten, zu erfassen, zu durchdringen und auf dem Papier zu erfassen, ohne je dessen Integrität zu verletzen. Die Grundvokabel dabei ist immer die Linie, die Trägerin allen Ausdrucks; sei sie spröde und abweisend, sei sie zart und schmeichlerisch, sei sie vereinzelt und leicht oder heftig und insistierend wiederholt. Die Sprache der Linie, ihr Reichtum und ihre Expressivität sind es, die uns Kettners künstlerische Kraft übermitteln.“

## Auszeichnungen (Auswahl)
- 1957: Graphik-Goldmedaille bei den VI. Weltfestspielen der Jugend und Studenten in Moskau für den Lithografien-Zyklus Aus der Geschichte der deutschen Arbeiterbewegung
- 1970: Goldmedaille der II. Grafik-Biennale Florenz für das Grafik-Blatt Zur Geburt meines Sohnes
- 1970: Käthe-Kollwitz-Preis der Deutschen Akademie der Künste zu Berlin als Ehrung für sein Werk und sein Gesamtschaffen
- 1971: Kunstpreis der DDR
- 1972: Nationalpreis der DDR III. Klasse
- 1973: Internationaler Grafikpreis Biella, Grafikbiennale Ljubljana
- 1974: Vaterländischer Verdienstorden in Bronze
- 1974: Verdienstmedaille der DDR
- 1975: Johannes-R.-Becher-Medaille in Gold
- 1976: Martin-Andersen-Nexö-Kunstpreis der Stadt Dresden
- 1980: Verdienter Hochschullehrer der DDR
- 1982: Hans-Grundig-Medaille des VBK
- 1984: Vaterländischer Verdienstorden in Silber
- 1987: Nationalpreis der DDR II. Klasse
- 1987: Kunstpreis der SDAG Wismut[33]

## Kettners Meisterschüler
Seine Meisterschüler waren unter anderem Stefan Plenkers, Hanns Schimansky, Helge Leiberg, Johannes Heisig, Reinhard Minkewitz, Jochen Fiedler, Hans-Hendrik Grimmling, Elke Hopfe, Manfred Zoller, Trak Wendisch, Christoph Wetzel, Ellen Fuhr, Heidi Vogel und Heinrich Rademacher (Maler).

## Darstellung Kettners in der bildenden Kunst der DDR (Auswahl)
- Paul Michaelis: Der Zeichner Gerhard Kettner (1976, Öl auf Hartfaserplatte, 100 × 80,5 cm; Galerie Neue Meister Dresden)[34]
- Hans-Theo Richter: Bildniskopf Gerhard Kettner (1960, Feder in Tusche, Kreide, 48,8 × 33,6 cm)
- Ursula Rzodeczko: Bildnis Gerhard Kettner (Öl, 35 × 45 cm)[35]
- Hans Steger: Porträt Gerhard Kettner (1966/68, Porträtbüste, Gips; Skulpturensammlung Dresden)[36]
- Werner Stötzer: Gerhard Kettner (1963, Porträtbüste, Bronze; Nationalgalerie Berlin)[37]
- Max Uhlig: Bildnis Gerhard Kettner (1967, Pinselzeichnung, 45,5 × 41 cm)[38]

## Ausstellungen (Auswahl)
- 1958: Gruppenausstellung Jahresausstellung 1958. Plastik und Graphik, Deutsche Akademie der Künste (DAK), Berlin
- 1960: Hans Steger, Plastik – Gerhard Kettner, Graphik, Stadt- und Bergbaumuseum Freiberg
- 1963–1965: Gerhard Kettner: Grafik und Werner Stötzer: Plastik. [Deutsche Demokratische Republik], Kulturhistorisches Museum Magdeburg, Staatliches Lindenau-Museum Altenburg, Museum der Stadt Greifswald, Kulturhistorisches Museum Stralsund, Museum Erfurt, Zentralbuchhandlung Wien
- 1969: Gruppenausstellung Internationale Grafik-Biennale, Ljubljana
- 1971: Gruppenausstellung II. Triennale-India, Neu-Delhi
- 1972/1973: Gruppenausstellung Gegenwärtige Kunst in der DDR, Galerie Tokuma, Tokio
- 1977/1978: Gerhard Kettner. Zeichnungen und Lithographien, Staatliche Museen zu Berlin/Altes Museum, Galerie Junge Kunst Frankfurt (Oder)/Kabinett, Kunsthalle Rostock, Staatliche Kunstsammlungen Dresden/Albertinum
- 1979: Repin-Institut für Malerei, Bildhauerei und Architektur, Leningrad
- 1980: Karl-Georg Hirsch, Gerhard Kettner, Wolfgang Mattheuer – taidegrafiikkaa DDR:stä [Kunstgrafik aus der DDR], Galleria Sculptor, Helsinki, Kunstmuseum Tampere
- 1982: Gerhard Kettner. Dresden – DDR. Zeichnungen und Lithographien, Galerie Döbele, Ravensburg
- 1983/1984: Gruppenausstellung Zeitvergleich. Malerei und Grafik aus der DDR, Wanderausstellung (Hamburg, Stuttgart, Düsseldorf, München, Nürnberg, Hannover)
- 1984/1985: Gruppenausstellung Tradition und Erneuerung. Kunst aus der DDR, Wanderausstellung (Oxford, Coventry, Sheffield, London)
- 1989: Gerhard Kettner. Zeichnungen – Lithographien, Zentrum für Kunstausstellungen der DDR – Galerie Rähnitzgasse 8, Dresden, Akademie der Künste der DDR, Berlin, Kupferstich-Kabinett der Staatlichen Kunstsammlungen Dresden, Städtische Galerie Albstadt – Stiftung Walther Groz
- 1989: „Gerhard Kettner – Zeichnungen und Druckgrafik“, Akademie der Künste, Moskau
- 1990: Gerhard Kettner – Zeichnungen, Galerie Alvensleben, München
- 1993 Gerhard Kettner (=Reihe: Meister der Zeichnung – Band 1), Galerie Pels-Leusden, Berlin
- 1999: Wege des Sehens. Gerhard Kettner und Schüler, Galerie Hebecker, Weimar
- 2003: Gerhard Kettner – Zeichnungen, Villa Eschebach (Dresdner Volksbank Raiffeisenbank), Dresden.
- 2004: Hans Theo Richter, Gerhard Kettner, Reinhard Minkewitz – Zeichnungen, Galerie im Geburtshaus Ernst Rietschels, Pulsnitz
- 2005/2006: Arbeiten auf Papier (aus der Sammlung des Museums Junge Kunst Frankfurt (Oder)), Museum Junge Kunst, Frankfurt (Oder)
- 2018/2019: (Ausstellungen anlässlich des 90. Geburtstages:) Gerhard Kettner – Zeichnungen, Leonhardi-Museum, Dresden, und Gerhard Kettner: Beim Begehen des Grundes – Zeichnungen, Galerie Pankow, Berlin
- 2023: Berlin, Galerie Brusberg (mit Gitta Kettner)

## Arbeiten im öffentlichen Besitz
Arbeiten Gerhard Kettners befinden sich unter anderem in den Grafischen Sammlungen Albstadt, Berlin, Cambridge, MA, Dresden, Erfurt, Frankfurt (Oder), Hannover, Leipzig, Magdeburg, München, Nürnberg (ehemalige Oberhausener Sammlung), Rostock, Schwerin, Stuttgart, Weimar, in der Kunstsammlung des Deutschen Bundestages, der Kunstsammlung der LBS Potsdam sowie zahlreichen öffentlichen und privaten Sammlungen.

## Buchillustrationen
- (mit Gerd Jaeger:) Kunst bringt Gunst. Professoren der früheren Akademie und heutigen Hochschule für Bildende Künste zu Dresden. Heiter betrachtet von Gerd Jaeger und Gerhard Kettner, Aspiranten der Hochschule. Hochschule für Bildende Künste Dresden, Dresden 1956.
- Anna Seghers: Das siebte Kreuz (= Klassikerausgaben in moderner Ausstattung). Mit graphischen Blättern von Gerhard Kettner. Verlag Neues Leben, Berlin 1975.
- Gottfried Herold: Die Eisenbude oder die Verlobung des Figaro. Mit 11 Zeichnungen von Gerhard Kettner. Greifenverlag, Rudolstadt 1985.
- Dieter Hoffmann: Glockenspeise. Gedichte. Mit Zeichnungen [und einem Brief] von Gerhard Kettner. Jahresgabe 1996 der Pirckheimer-Gesellschaft e. V. Berlin. Pirckheimer-Gesellschaft, Berlin 1996.

## Zitate
„Ich glaube, es kann sich keiner aus seiner Traditionskette herauslösen, aus seiner Umwelt, aus seiner Form – das alles wird ihn beschäftigen.“

„In POETIK DES RAUMS bezeichnet Gaston Bachelard die Miniatur als einen „Fundort der Größe“. Gute Zeichnungen sind ein lebendiger Organismus. Noch im Fragment enthalten sie das Gesetz des Ganzen, die Aussagekraft scheint nahezu unvermindert. Das ist ein Geheimnis ihres Gehaltes. Gute Zeichnungen sind stets offen, geben Erkenntniszuwachs Raum und Zeit. Im Format befestigt, entwickeln sie sich unbegrenzt. Erstarrt ihr Gefüge, flieht die Lebendigkeit. Äußerste Verdichtung bringt sie mitunter in die Nähe des Zeichens, der Formel. Die Zeichnung hat ihre eigenen Lichtwerte und Farbigkeiten. Raum formt sich beim Begehen des Grundes mit dem grafischen Material aus der Fläche. So verschmelzen das Was und das Nichts zu einem unlösbaren Ganzen. Gute Zeichnungen entstehen, man kann sie nicht machen wollen.“

„Die beständigsten und intensivsten Erinnerungen an Gerhard Kettner verbinden sich für mich mit den Begegnungen in seinem Atelier in der Kunsthochschule auf der Brühlschen Terrasse. Es war ein Raum, der jeden Besucher beeindruckte. In meiner Erinnerung hat sich in den 18 Jahren, in denen ich Gerhard Kettner in seinem Atelier aufsuchte, darin kaum etwas verändert? Alle, die Kettner näher gekannt haben, sind in diesem Raum durch die Begegnung mit ihm vereint, und das sind natürlich vor allem seine Schüler. Der Zigarrenrauch, die Fotos der Lehrer an der Wand, auf der Staffelei meist eine neuere Zeichnung.“